# Catenibacterium mitsuokai
Catenibacterium mitsuokai è una specie di batterio appartenente alla famiglia delle Lachnospiraceae.